# Mbed

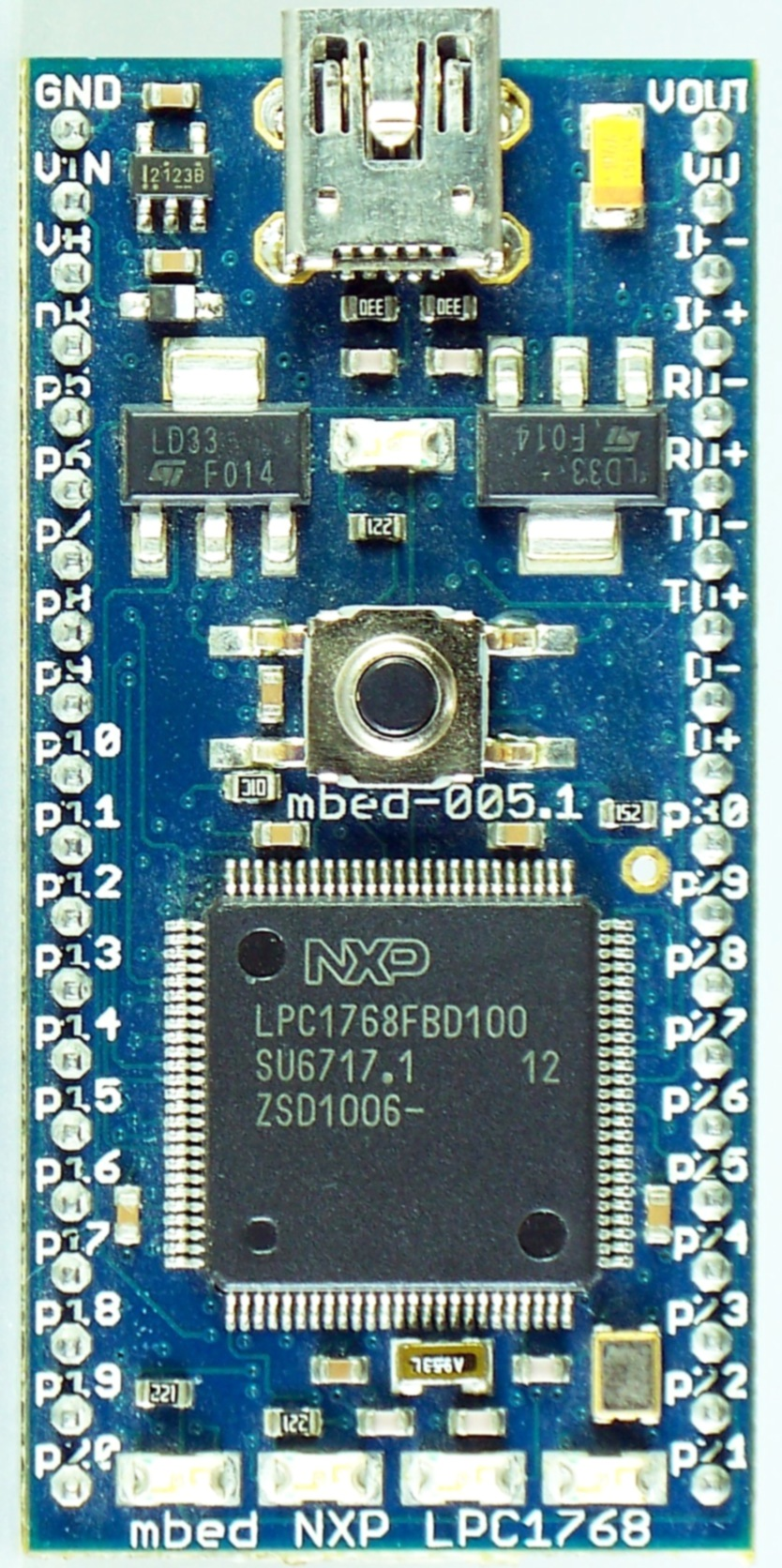
mbed NXP LPC1768

mbed（エンベッド）はARM社のプロトタイピング用ワンボードマイコンおよびそのデバイスのプログラミング環境を指す。

## ハードウェア構成
mbedにはプロセッサとしてNXP社のLPC1768を搭載した通常版と、同じくNXP社のLPC11U24を搭載した低電圧版が存在する。
それぞれ基板の色が通常版は紺色、低電圧版は山吹色に近い黄色となっており、容易に見分けがつく。また、mbed HDKが公開され、Freescaleセミコンダクターやその他のメーカーからmbedの開発環境に対応したプロトタイピングボードが発売されている

機能上の差異は以下の表の通り。
|                          | mbed NXP LPC1768 | mbed NXP LPC11U24 |
| ------------------------ | ---------------- | ----------------- |
| プロセッサ               | ARM Cortex-M3    | ARM Cortex-M0     |
| プロセッサ動作周波数     | 96MHz            | 48MHz             |
| 内蔵フラッシュメモリ容量 | 512KB            | 32KB              |
| RAM容量                  | 32KB             | 8KB               |
| 電源                     | 60-120mA         | 1-16mA            |
| イーサネット             | ○                | ×                 |
| USBホスト機能            | ○                | ×                 |
| USBデバイス              | ○                | ○                 |
| CAN                      | ○(2ピン)         | ×                 |
| I²C                      | ○(2ピン)         | ○(1ピン)          |
| SPI                      | ○(2ピン)         | ○(2ピン)          |
| アナログ入力             | ○(6ピン)         | ○(6ピン)          |
| アナログ出力             | ○(1ピン)         | ×                 |
| PWM出力                  | ○(6ピン)         | ○(8ピン)          |

## 歴史
- 2005年、学生が容易にマイクロコントローラを利用したプロトタイピングを可能にするために、ARM社に所属する2名のエンジニアによってmbedプロジェクトがスタートした。 [2]
- 最初のバージョンにおいてはNXP社のLPC2368 (ARM7TDMI-Sコア)が搭載されていた。
- 最新版では前述の通りNXP社のLPC1768 (Cortex-M3コア)が搭載されるようになった。
- 2011年11月にNXP社のLPC11U24(Cortex-M0コア)を搭載した低電圧版mbedが発表され、2012年1月に発売された。[3]

## 開発環境
mbedはプロトタイピングツールとしては特徴的な、OSに依存せずブラウザ上で動作するオンラインIDEとしてMbed SDKを備えており、ユーザはこのIDE上でコードを記述したり、mbed.org上に存在するライブラリをインポートしたりすることが可能。コンパイルされたバイナリファイルはダウンロードし、USBメモリとして認識されているmbedの内蔵フラッシュメモリ上に書き込むことで動作させることができる。
また、このオンラインIDEからプロジェクトをエクスポートすることでローカルで開発することも可能である。
Apatche 2.0ライセンスである。

## Mbed OS
Mbedシリーズのハードウェアに対応したOSとしてMbed OS 2014年にIoT用OSとして発表された。RTOSである。